# Thermistis sulphureonotata
Thermistis sulphureonotata là một loài bọ cánh cứng trong họ Cerambycidae.